# Pedro Emanuel
Pedro Emanuel dos Santos Martins Silva (Luanda, 11 februari 1975) is een Portugees voormalig profvoetballer en huidig voetbaltrainer, die als centrale verdediger speelde. Hij werd in januari 2020 aangesteld als hoofdtrainer van Al-Ain.

## Erelijst
Als speler
 Boavista
- Primeira Liga: 2000/01
- Taça de Portugal: 1996/97

 Porto
- Primeira Liga: 2002/03, 2003/04, 2005/06, 2007/08, 2008/09
- Taça de Portugal: 2002/03, 2005/06, 2008/09
- Supertaça Cândido de Oliveira: 2003
- UEFA Cup: 2002/03
- UEFA Champions League: 2003/04
- Wereldbeker voor clubteams: 2004

Als trainer
 Académica Coimbra
- Taça de Portugal: 2011/12

 Apollon Limassol
- Beker van Cyprus: 2015/16
- Cypriotische Supercup: 2016

 Al-Taawoun
- Kings Cup: 2019